# Одеська гайдамацька бригада
Одеська гайдамацька бригада — військове формування армії УНР, створене в м. Одеса 1917 р.

## Історія
У листопаді 1917 р., після формування Генерального Штабу Української армії, із м. Київ прийшов наказ про українізацію штабу Одеського військового округу та призначення її командувачем генерала Єлчанінова. Водночас почалося формування штабу Одеської гайдамацької дивізії. Питання про створення Української військової частини у м. Одеса піднімався з самого початку революційних подій у Російській імперії. Ідею створення частин Української армії в Одесі підтримувала й газета «Рідний курінь», що видавалася в Одесі українською мовою одним із солдатських комітетів, а також єврейські організації міста.
Одночасно створювалися добровольчі озброєні формування, до яких вступали проукраїнські налаштовані жителі Одеси, її передмість та навколишніх сіл. На згадку про народні рухи XVIII століття, вони назвали себе гайдамаками. Восени 1917 року було організовано два гайдамацькі курені, що склали Одеську гайдамацьку бригаду. Бійці дивізії носили форму чорного кольору та кашкети з синьо-жовтою стрічкою.
У листопаді 1917 року загальна кількість українських військ в Одесі становила до 10 тисяч багнетів і шабель. У їхнє завдання входило несення вартової служби та підтримання порядку на вулицях міста. Штаб дивізії розташовувався у приміщенні штабу Одеського військового округу (зараз у ньому знаходиться управління Південного оперативного командування ЗС України).
Початок грудня 1917 р. був ознаменований зіткненнями більшовицьких червоногвардійців із одеськими гайдамаками та юнкерами, які у результаті завершилися не на користь Рад. Надалі ситуація у місті дещо стабілізувалася, і навіть деякий час одеські гайдамаки та червоногвардійці несли службу з охорони об'єктів та патрулювання спільно. Але це тривало недовго.
У січні 1918 р. почастішали виступи більшовиків проти Центральної Ради, а до кінця більшовики захопили місто і проголосили Одеську Радянську Республіку у складі РРФСР, а гайдамаки були змушені відступити на північ. Надалі частина гайдамаків Одеси продовжила битися на боці Української народної республіки, інші приєдналися до РККА або білогвардійців Денікіна.